# KSE Târgu Secuiesc
Asociația Clubul Sportiv KSE Târgu Secuiesc, cunoscut sub numele de KSE Târgu Secuiesc, sau pe scurt KSE, este un club de fotbal profesionist din Târgu Secuiesc, județul Covasna, România, care evoluează în prezent în Liga a III-a.
KSE a fost fondată în 1912 și este a doua echipă din Covasna (un județ cu o majoritate de secui) ca importanță după Sepsi OSK Sfântu Gheorghe. Numele clubului este un amestec de maghiară și română, " KSE   (abrevierea pentru  Kézdivásárhelyi Sportegyesület  - Asociația Sportivă Târgu Secuiesc) și  'ACS Târgu Secuiesc'  (abrevierea pentru  Asociația Club Sportiv Târgu Secuiesc ).

## Parcursul competițional
| Sezon   | Nivel | Divizie                     | Loc | Cupa României |
| ------- | ----- | --------------------------- | --- | ------------- |
| 2024–25 | 3     | Liga a III-a (Seria a II-a) | TBD | Primul tur    |
| 2023–24 | 3     | Liga a III-a (Seria a V-a)  | 8   | Primul tur    |
| 2022–23 | 3     | Liga a III-a (Seria a V-a)  | 10  | Turul 3       |
| 2021–22 | 3     | Liga a III-a (Seria a V-a)  | 6   | Primul tur    |
| 2020–21 | 3     | Liga a III-a (Seria a V-a)  | 6   |               |
| 2019–20 | 3     | Liga a III-a (Seria I)      | 11  |               |
| 2018–19 | 3     | Liga a III-a (Seria I)      | 9   |               |

| Sezon   | Nivel | Divizie                  | Loc      | Cupa României |
| ------- | ----- | ------------------------ | -------- | ------------- |
| 2017–18 | 3     | Liga a III-a (Seria I)   | 9        |               |
| 2016–17 | 4     | Liga a IV-a Covasna (CV) | 1 (C, P) |               |
| 2015–16 | 4     | Liga a IV-a Covasna (CV) | 4        |               |
| 2014–15 | 4     | Liga a IV-a Covasna (CV) | 7        |               |
| 2013–14 | 5     | Liga a V-a (CV)          | 3 (P)    |               |
| 2012–13 | 4     | Liga a IV-a Covasna (CV) | 16 (R)   |               |

## Stadion
KSE Târgu Secuiesc își joacă meciurile de acasă pe Stadionul Dr. Sinkovits din Târgu Secuiesc, cu o capacitate de 3,000 de locuri. Terenul pe care este situat stadionul a fost donat de către Dr. Aurel Sinkovits, pe 6 August 1929. Dr. Sinkovits a fost doctorul echipei și datorită donație sale generoase, a fost ales drept președinte onorific pentru eternitate. 

## Echipa actuală
| Nr. |         | Poziție | Jucător        |
| --- | ------- | ------- | -------------- |
| 1   | România | P       | Gabriel Bunduc |
| 2   | România | F       | Raul Rusu      |
| 4   | România | F       | Marius Burlacu |
| 5   | România | M       | Robert Vereș   |
| 6   | România | M       | Ionuț Neamțu   |
| 7   | România | M       | Alpár Gergely  |
| 8   | România | M       | Raul Drugă     |
| 9   | România | A       | Iulian Nechita |
| 10  | România | M       | Róbert Fábián  |
| 11  | România | M       | Zsolt Dobos    |
| 12  | România | P       | Szabolcs Csíki |

| Nr. |         | Poziție | Jucător               |
| --- | ------- | ------- | --------------------- |
| 14  | România | F       | Hunor Zöld            |
| 16  | România | M       | Norbert Bárta         |
| 17  | România | M       | Tamás Gajdó (Căpitan) |
| 18  | România | F       | Rareș Cranțea         |
| 19  | România | M       | Álmos Bandi           |
| 21  | România | M       | Zalán Fülöp           |
| 30  | România | P       | Mihai Butuza          |
| 32  | România | M       | Flavius Clinciu       |
| 69  | România | F       | Attila Albu           |
| 75  | România | F       | Bogdan Cîrstian       |

### Împrutați
| Nr. |  | Poziție | Jucător |
| --- |  | ------- | ------- |

| Nr. |  | Poziție | Jucător |
| --- |  | ------- | ------- |